# 오가타 유나
오가타 유나(일본어: 緒方 佑奈 おがた ゆうな[*], 1997년7월 31일- )는 일본의 여성 성우다. 아임 엔터프라이즈 소속이다. 아버지는 히로시마 도요 카프 감독 오가타 고이치.

## 인물
- 1997년 오가타 고이치의 장녀로 태어났다.
- 게이오 대학 졸업[4]